# Steadroy Benjamin
Steadroy „Cutie“ Benjamin ist ein aus Antigua und Barbuda stammender Jurist und Politiker der Antigua Labour Party. Seit 1994 gehört er dem Repräsentantenhaus an.

## Ausbildung und beruflicher Werdegang
Benjamin erhielt seine schulische Ausbildung an der Goodwill Academy und der  Antigua Grammar School in Saint John’s. Hieran schloss sich ein Studium an der University of the West Indies an, das er mit einem Bachelor of Arts abschloss. Anschließend studierte er Rechtswissenschaften an der University of Westminster in London. 1980 wurde er als Solicitor in England und Wales zugelassen. Im darauf folgenden Jahr erhielt er seine Zulassung in seinem Heimatland. Dort praktiziert er als Rechtsanwalt. Dabei spezialisierte sich Benjamin auf Strafverfahren.

## Politische Karriere
Bei den Unterhauswahlen 1994 wurde Benjamin als Kandidat der Antigua Labour Party für den Wahlkreis St. John’s City South in das Repräsentantenhaus seines Heimatlandes gewählt. Zuvor hatte er schon dem Senat von Antigua und Barbuda angehört. Bei seiner ersten Unterhauswahl stellte ihn seine Partei als Nachfolger seines Parteifreunds Christopher O’Mard auf. Er setzte sich mit 60,34 % der Stimmen gegen den Kandidaten der United Progressive Party durch. Seitdem gelang es Benjamin bei jeder Wahl seinen Sitz zu verteidigen. In seiner Zeit als Abgeordneter bekleidete er verschiedene Ämter. So war er etwa schon Arbeitsminister und Minister für öffentliche Arbeiten. Aktuell gehört er als Attorney General und Justizminister dem Kabinett von Antigua und Barbuda an.